# Leionotacris bolivari
Leionotacris bolivari är en insektsart som först beskrevs av Boris Petrovich Uvarov 1921.  Leionotacris bolivari ingår i släktet Leionotacris och familjen gräshoppor. Inga underarter finns listade i Catalogue of Life.